# 李光仕
李光仕（？—597年），隋朝桂州（州治始安县，今广西桂林市）俚人首领。
隋文帝开皇十七年（597年）二月，李光仕在桂州率领俚人反隋，隋文帝杨坚派员外骑侍郎何稠发岭南、岭北的官军前去镇压，李光仕在白石洞（在今广西桂平南）密林中设伏，以奇兵重创隋军。隋文帝再派上柱国王世积和前桂州总管周法尚率军讨伐。王世积军队遇到瘴疫，无法前进，顿兵衡州（治衡阳）。周法尚军独自进讨，击败李光仕军。李光仕率其精锐退保白石洞。周法尚俘虏了许多李光仕部的妻子儿女，李光仕部下前来归降者，全都归还他们的亲属。十日内，降者数千人。最后，李光仕部众溃散，李光仕被隋军追斩。七月初三，桂州人李世贤（又称李贤、李代贤）在桂州反隋，隋朝右武候大将軍虞庆则为桂州道行軍总管，率兵平息了李世贤之乱。